# Terremoto nos Apeninos (801)
Um terremoto originário dos Apeninos Centrais foi sentido em Roma e Spoleto em 29 de abril de 801. É relatado em duas fontes contemporâneas independentes, os Anais Reais Francos de Eginardo e o Liber Pontificalis. A informação fornecida pelas fontes escritas foi aumentada pela arqueologia.
Tanto os Anais quanto o Liber datam o evento em 30 de abril, de acordo com a prática romana contemporânea, segundo a qual o dia começava ao pôr do sol. Os Anais especificam que aconteceu na segunda hora da noite, que corresponde às 20h00 (20h00) do dia 29 de abril pelos cálculos modernos. Os Anais registram o evento da perspectiva do rei franco Carlos Magno, que foi coroado imperador romano em 25 de dezembro de 800 e deixou Roma em 25 de abril para Spoleto, onde estava hospedado quando o terremoto ocorreu. Eles não registram os danos em Spoleto. Carlos Magno saiu ileso, mas talvez assustado.

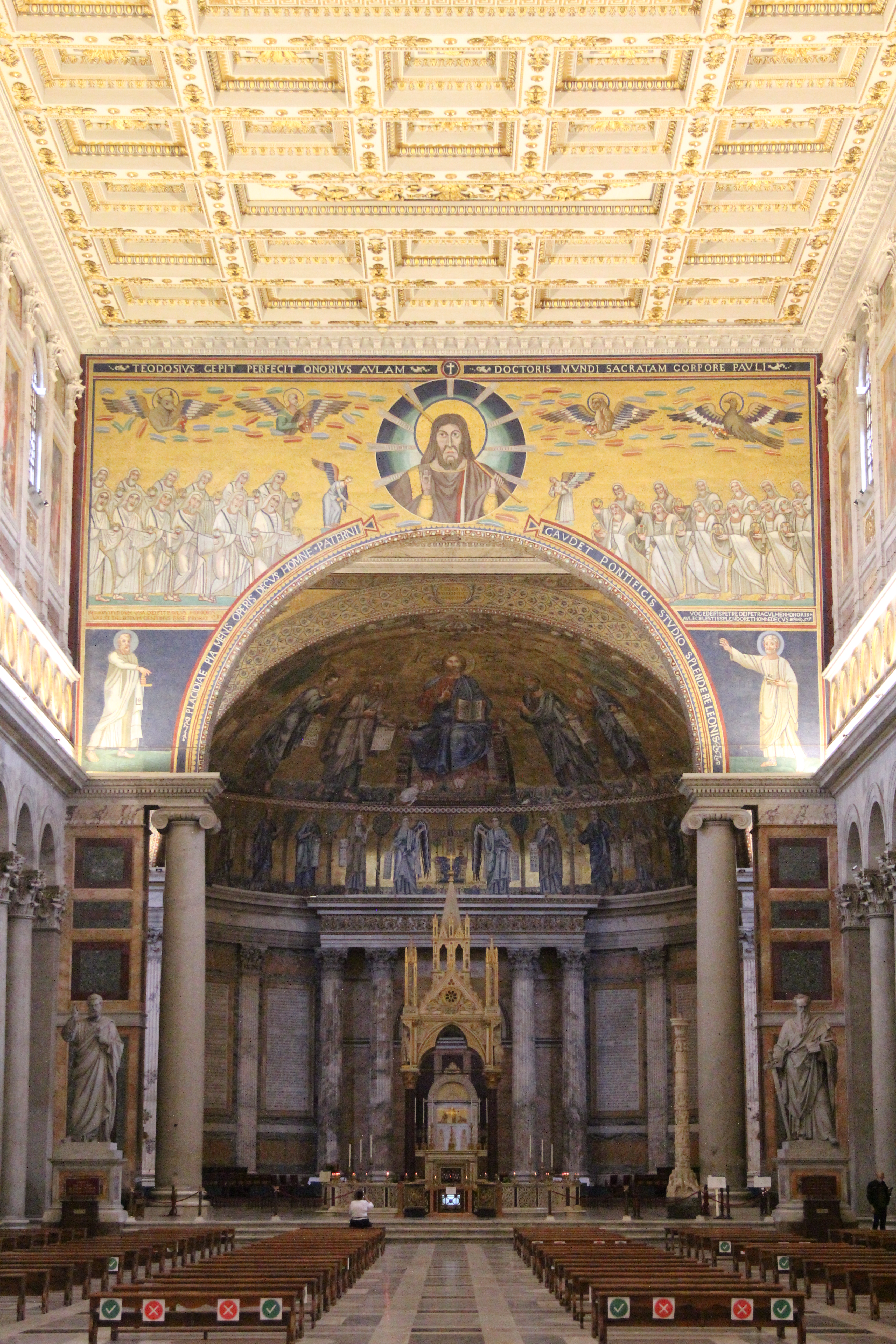
O arco triunfal em San Paolo, aparentemente danificado durante o terremoto de 801 e reparado por Leão III

O terremoto foi severo, com uma magnitude estimada em Roma de VII-VIII na escala modificada de intensidade de Mercalli e 5,4 na escala de magnitude de energia. O epicentro foi provavelmente em algum lugar entre Spoleto e Perugia. Os Anais referem-se aos seus efeitos em toda a Itália, mas sem detalhes. Ambas as fontes atestam seus danos ao telhado da basílica de San Paolo Fuori le Mura, em Roma. O arqueólogo Rodolfo Lanciani concluiu que o dano foi ainda mais grave do que as fontes deixam transparecer e que o Papa Leão III teve que reconstruir a basílica "do intróito ao presbitério, do piso de mármore ao topo do telhado". O Liber menciona o terremoto principalmente para apresentar as obras de Leão III em San Paolo, mas deixa a impressão de que o colapso do telhado causou grandes danos ao mobiliário interno (incluindo a prataria armazenada sob o altar) e aos pórticos. O mosaico do século V no arco triunfal parece ter sofrido estilisticamente de reparos, provavelmente associados ao terremoto de 801. O presbitério foi totalmente reconstruído.
A arqueologia revelou vários edifícios danificados ou destruídos por terremotos que podem ter sido vítimas do de 801. A igreja de Santa Petronilla na Via Ardeatina parece ter desabado totalmente em um terremoto, provavelmente o de 801. Em naquela época, já estava abandonado. Tinha sido a igreja funerária dos santos Nereu e Aquileu, mas seus restos mortais parecem ter sido transferidos para dentro da cidade antes de 801. Os restos mortais de Petronilla foram transferidos para um novo santuário na cidade em 757 em cumprimento a uma promessa ao pai de Carlos Magno, Pippin the Short. A Basílica Ulpia também parece ter caído em um terremoto por volta do século IX. No caso de ambos os edifícios, a evidência também é consistente com o terremoto de 847.
Os Anais mostram que o terremoto causou deslizamentos de terra. Não poderia ter causado um tsunami no Adriático, embora tenha sido confundido em algumas fontes com um possível terremoto causador de tsunami de 792 no norte do Adriático.